# Opsilia irakensis
Opsilia irakensis là một loài bọ cánh cứng trong họ Cerambycidae.